# Аристонім
Аристонім (грец. Ἀριστώνυμος) — тиран міста Сікіон від 606 до 603 року до н. е. Походив з династії Орфагоридів. Правив після свого батька Мирона I.

## Життєпис
Був сином Мирона I. Припускають, до він ще за життя батька був його співволодарем, допомагаючи у державних справах. Аристонім був одружений з донькою Орфагора для зміцнення династії. Після смерті батька у 609 році до н. е. продовжив справу попередників. За його правління влада Орфагорідів настільки зміцнилася, що ніхто не зазіхав на неї. Фактично Аристонім мав монархічну владу. Водночас вона підтримувалася народом, до якого у нього було гарне ставлення. Не счинялося якихось брутальних утисків.
Втім чогось суттєвого Аристонім не встиг здійснити. Йому наслідував старший син Мирон.

## Родина
Дружина — Тісандра (ім'я не точне), донька Орфагора, тирана Сікіона.
Діти:
- Мирон (д/н-600 р. до н. е.)
- Ісодам (д/н)
- Клісфен (д_н-565 р. до н. е.)